# Qyzylorda

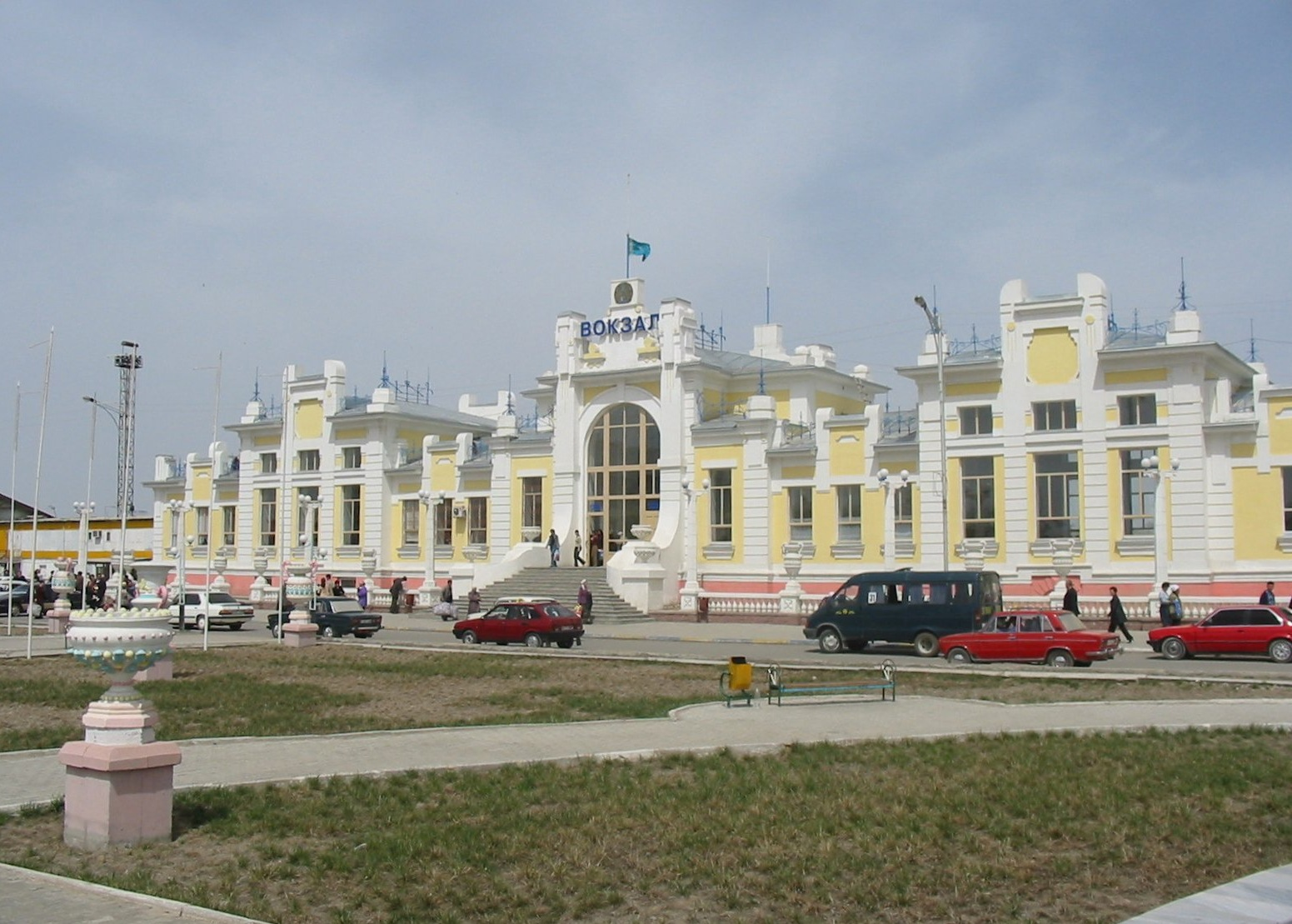
Järnvägsstationen i Qyzylorda.

Qyzylorda (kazakiska: Қызылорда; ryska: Кызыл-Орда, Kyzyl-Orda) är huvudort i provinsen Qyzylorda i södra Kazakstan. Staden har omkring 157 400 invånare (1999). Floden Syr-Darja går genom staden.

## Historia
Qyzylorda grundades 1820 som ett fort i Kokandkhanatet, och kallades då  Ak-Mechet (också stavat Aq Masjid eller Aq Mechet). Det erövrades av ryska trupper under ledning av general Vasilij Aleksejevitj Perovskij 1853. Ryssarna döpte om fortet till Fort Perovskij. Under åren 1867-1922 var staden känd som Perovsk, men från 1922-1925 användes namnet Ak-Mechet om staden igen. 1925 döptes staden om till Kyzyl-Orda och blev samtidigt tillfälligt huvudort i Kazakiska SSR, efter bara några få år blev Almaty huvudort istället.

## Sport
- FK Kajsar